# Sân bay Agen - La Garenne
Sân bay Agen - La Garenne tên tiếng Pháp Aérodrome d'Agen - La Garenne (IATA: AGF, ICAO: LFBA) là một sân bay nằm ở Le Passage và 3 km về phía tây nam của Agen, cả hai đều là thị trấn của tỉnh Lot-et-Garonne trong vùng Aquitaine nước Pháp.

## Các hãng hàng không và tuyến bay
- Airlinair (Paris-Orly)